# Liste der Hochhäuser in Kansas
In der Liste der Hochhäuser in Kansas werden die höchsten Hochhäuser im US-Bundesstaat Kansas ab einer strukturellen Höhe von 50 Metern aufgezählt. Das bedeutet die Höhe bis zum höchsten Punkt des Gebäudes ohne Antenne. Aufgezählt werden nur fertiggestellte und im Bau befindliche Hochhäuser.

## Auflistung der Hochhäuser nach Höhe
| Nr. | Name                                       | Stadt         | Höhe   | Etagen | Baujahr | Status |
| --- | ------------------------------------------ | ------------- | ------ | ------ | ------- | ------ |
| 1.  | Epic Center                                | Wichita       | 97,5 m | 22     | 1987    | Erbaut |
| 2.  | Sedgwick County Courthouse                 | Wichita       | 84,3 m | 11     | 1959    | Erbaut |
| 3.  | Wichita Executive Centre                   | Wichita       | 82,4 m | 19     | 1962    | Erbaut |
| 4.  | 250 Douglas Place                          | Wichita       | 79,9 m | 26     | 1969    | Erbaut |
| 5.  | AT&T Building                              | Wichita       | 75,2 m | 12     |         | Erbaut |
| 6.  | Sheraton Overland Park                     | Overland Park | 73,1 m | 23     | 2003    | Erbaut |
| 7.  | Bank of America Building                   | Topeka        | 71,6 m | 17     | 1970    | Erbaut |
| 8.  | US Bank Building                           | Topeka        | 69,1 m | 16     | 1969    | Erbaut |
| 9.  | 40 Corporate Woods                         | Overland Park | 68,7 m | 16     | 1980    | Erbaut |
| 10. | 7101 Tower                                 | Overland Park | 64,4 m | 15     |         | Erbaut |
| =   | Lighton Plaza                              | Overland Park | 64,4 m | 15     | 1991    | Erbaut |
| 12. | One Santa Fe Plaza                         | Topeka        | 61,6 m | 14     | 1985    | Erbaut |
| =   | Dwight D. Eisenhower State Office Building | Topeka        | 61,6 m | 14     | 1965    | Erbaut |
| 14. | Doubletree Overland Park                   | Overland Park | 57,2 m | 18     | 1982    | Erbaut |
| 15. | Wichita City Hall                          | Wichita       | 56,4 m | 13     | 1976    | Erbaut |
| 16. | Docking State Office Building              | Topeka        | 55,5 m | 13     | 1957    | Erbaut |
| 17. | Wyandotte Towers                           | Kansas City   | 53,7 m | 16     | 1969    | Erbaut |
| =   | Vista Condominiums                         | Kansas City   | 53,7 m | 15     | 1972    | Erbaut |
| 19. | Cross Lines Tower                          | Kansas City   | 53,3 m | 15     | 1951    | Erbaut |
| 20. | Ford Hall                                  | Manhattan     | 53 m   | 11     | 1964    | Erbaut |
| 21. | Ambassador Hotel                           | Wichita       | 52,4 m | 14     | 1926    | Erbaut |
| 22. | Hyatt Regency Wichita                      | Wichita       | 52,2 m | 17     | 1997    | Erbaut |
| 23. | Jayhawk Tower                              | Topeka        | 51,8 m | 12     | 1926    | Erbaut |
| =   | 818 South Kansas Avenue                    | Topeka        | 51,8 m | 11     | 1961    | Erbaut |
| 25. | Kansas City Kansas City Hall               | Kansas City   | 50,3 m | 11     | 1973    | Erbaut |